# Popoy
Popoy ist eine Ortschaft im Departamento La Paz im südamerikanischen Andenstaat Bolivien.

## Lage im Nahraum
Popoy liegt in der Provinz Sud Yungas und ist der sechstgrößte Ort im Municipio Palos Blancos. Die Ortschaft liegt auf einer Höhe von 442 m an der Mündung des Arroyo Popoy in den Río Alto Beni, dem Oberlauf des Río Beni.

## Geographie
Popoy liegt in den bolivianischen Yungas östlich der Anden-Gebirgskette der Cordillera Real.
Die mittlere Durchschnittstemperatur der Region liegt bei etwa 28 °C, der Jahresniederschlag beträgt fast 1600 mm (siehe Klimadiagramm Palos Blancos). Die Region weist ein ausgeprägtes Tageszeitenklima auf, die Monatsdurchschnittstemperaturen schwanken im Jahresverlauf nur unwesentlich zwischen 25 °C im Juni/Juli und 29 °C im November/Dezember. Die Monatsniederschläge liegen unter 100 mm von Mai bis September und erreichen Werte von mehr als 200 mm von Dezember bis Februar.

## Verkehrsnetz
Popoy liegt in einer Entfernung von 228 Straßenkilometern nordöstlich von La Paz, der Hauptstadt des gleichnamigen Departamentos.
Von La Paz führt die Nationalstraße Ruta 3 über Coroico und Caranavi in nordöstlicher Richtung bis zur Brücke über den Río Beni, von dort vier Kilometer weiter flussaufwärts bis Popoy und noch einmal elf Kilometer bis Palos Blancos. Die Ruta 3 erreicht im weiteren Verlauf nach 372 Kilometern bei Trinidad den Río Mamoré.

## Bevölkerung
Die Einwohnerzahl des Ortes ist in dem Jahrzehnt zwischen den beiden letzten Volkszählungen leicht zurückgegangen:
| Jahr | Einwohner         | Quelle       |
| ---- | ----------------- | ------------ |
| 1992 | keine Detaildaten | Volkszählung |
| 2001 | 599               | Volkszählung |
| 2012 | 558               | Volkszählung |
| 2024 |                   | Volkszählung |